# Olfa Lafi
Olfa Lafi, née le 16 septembre 1986, est une athlète tunisienne. 

## Biographie
Médaillée de bronze des championnats d'Afrique juniors du 10 000 mètres marche en 2005, Olfa Lafi remporte la médaille d'argent du 20 kilomètres marche aux championnats d'Afrique de marche en 2009 à Radès et lors des championnats d'Afrique 2012 à Porto-Novo. 
Elle est médaillée d'argent du 20 kilomètres marche aux Jeux africains de 2011 à Maputo et du 10 kilomètres marche aux Jeux panarabes de 2011 au Doha ainsi qu'aux championnats panarabes de 2015 à Madinat 'Isa.
Elle est sacrée championne de Tunisie du 20 kilomètres marche en 2006 et 2010.